# Puccinellia subspicata
Puccinellia subspicata är en gräsart som först beskrevs av Lev Melkhisedekovich Kreczetowicz, och fick sitt nu gällande namn av Lev Melkhisedekovich Kreczetowicz, Pavel Nikolaevich Ovczinnikov och Anna Prokofevna Czukavina. Puccinellia subspicata ingår i släktet saltgrässläktet, och familjen gräs. Inga underarter finns listade i Catalogue of Life.